# Sigapatella hedleyi
Sigapatella hedleyi is een slakkensoort uit de familie van de Calyptraeidae. De wetenschappelijke naam van de soort is voor het eerst geldig gepubliceerd in 1915 door E.A. Smith.